# Tórtora de Madagascar
La tórtora de Madagascar (Nesoenas picturatus) és una espècie d'ocell de la família dels colúmbids (Columbidae) que habita boscos i matolls a Madagascar, Comores i Seychelles.

## Taxonomia
L'ocell té diverses subespècies. El colom de Rodrigues, un extint però força enigmàtic tàxon de Rodrigues a les Mascarines, durant algun temps es va sospitar que era una altra subespècie de N. picturata, però avui es considera generalment una espècie diferent (N. rodericanus).
El colom rosa (N. mayeri) és el seu parent viu més proper, i junts formen un llinatge a part tant dels coloms típics (Columba) com dels típics tórtores. (Streptopelia), una mica més a prop d'aquesta darrera, en tot cas. En conseqüència, aquests dos es col·loquen a Streptopelia, o bé com és probablement la solució més precisa actualment separats com a Nesoenas. L'espècie actual es trobava antigament a vegades en un gènere monotípic Homopelia. Tot i que això no és del tot incorrecte, si la població de Rodrigues també es col·loca a Homopelia i Nesoenas també es considera diferent, probablement es consideraria oversplitting pels autors moderns.

## Estat i conservació
Tot i que algunes poblacions de les illes són rares alguns precàriament així en conjunt N. picturata es considera una espècie de menor preocupació per la Unió Internacional per a la Conservació de la Natura (UICN).